# Conjunt prehistòric des Puigderrós - Sa Pleta
El conjunt prehistòric des Puigderrós - Sa Pleta és un jaciment arqueològic prehistòric situat al lloc anomenat sa Pleta des Forn de Calç, de la possessió des Puigderrós de Dalt, al municipi de Llucmajor, Mallorca.
El conjunt el formen restes molt arrasades dins l'anomenada pleta. Cap a l'oest aquestes restes passen alguns metres més enllà de la tanca, arribant fins a una zona on el terreny comença a descendir. Del jaciment en destaquen dues construccions situades al sud-est de planta en forma de naveta, i diverses restes de parets de doble filada.